# Ламинарное течение
Ламина́рное тече́ние (лат. lāmina — «пластинка») — течение, при котором жидкость или газ перемещаются слоями без перемешивания и пульсаций (то есть без беспорядочных быстрых изменений скорости и давления).
До 1917 года в российской науке пользовались термином струйчатое течение.
Только в ламинарном режиме возможно получение точных решений уравнения движения жидкости (уравнений Навье — Стокса), например, — течение Пуазёйля.

## Переход к турбулентности
Ламинарное течение возможно только до некоторого критического значения числа Рейнольдса, после которого оно переходит в турбулентное. Критическое значение числа Рейнольдса зависит от конкретного вида течения (течение в круглой трубе, обтекание шара и т. п.). Например, для течения в круглой трубе {\displaystyle Re_{kr}\simeq 2300}.

Схематичное изображение ламинарного (a) и турбулентного (b) течения в плоском слое

В некоторых случаях для получения порогового числа Рейнольдса достаточно провести линейный анализ устойчивости — теоретический анализ устойчивости под воздействием бесконечно малых возмущений. Так, например, получены пороги для течения между параллельными плоскостями и течение Куэтта — Тейлора между вращающимися цилиндрами. Однако в некоторых случаях линейного анализа недостаточно: для течения в круглой трубе он приводит к абсолютной устойчивости, что опровергается экспериментами.
В гидравлике, если движение жидкости происходит в трубе или канале не круглого сечения, то для расчета {\displaystyle {\text{Re}}_{\text{кр}}={vd \over \nu }={vd\rho  \over \eta }={Wd \over \eta }} вместо диаметра трубы d (в метрах) подставляют гидравлический или эквивалентный диаметр: 
{\displaystyle D_{\Gamma }={\frac {4A}{P}},}
где {\displaystyle A} — площадь поперечного сечения трубы, м2;
{\displaystyle P} — полный смоченный периметр, м;
{\displaystyle v}  — скорость жидкости, м/с;
{\displaystyle \nu } — кинематическая вязкость среды, м2/с;
{\displaystyle \rho } — плотность среды, кг/м3;
{\displaystyle \eta } — динамическая вязкость среды, Па·с или кг/(м·с);
{\displaystyle W} — массовая скорость, кг/(м2·с).